# Arbeiterolympiade

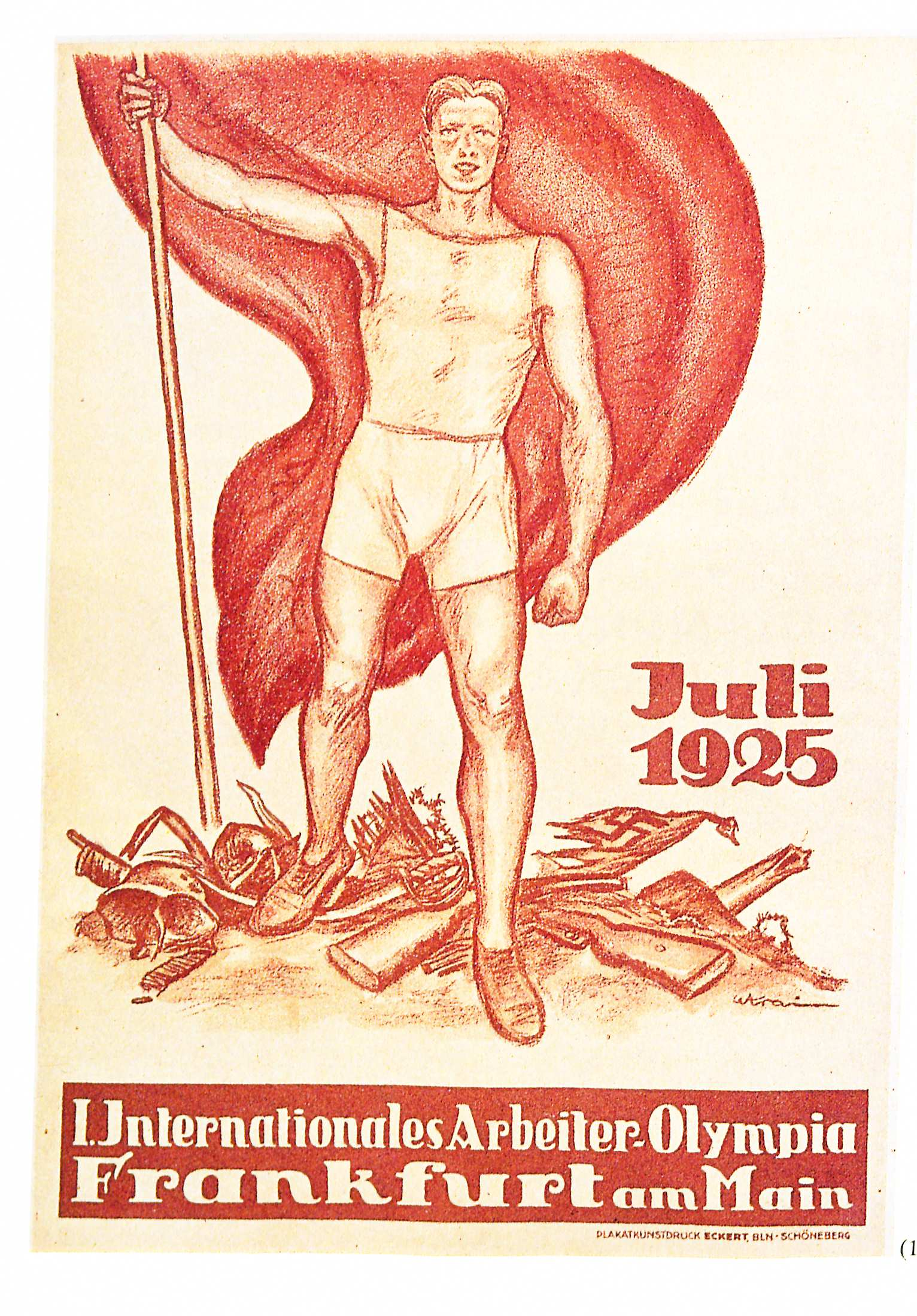
Willibald Krain: I. Internationales Arbeiter-Olympia 1925

Anstecknadel: 1. Internationale Arbeiter-Olympiade, Frankfurt 1925

Internationale Arbeiterolympiaden waren Großveranstaltungen der Arbeitersportbewegung in der Zeit zwischen dem Ersten und dem Zweiten Weltkrieg. Organisiert wurden sie von der Luzerner Sportinternationale, die 1928 den offiziellen Namen Sozialistische Arbeiter-Sport-Internationale (SASI) annahm.

## Austragungsorte
Veranstaltungen dieser Art fanden 1925 in Frankfurt am Main im Waldstadion, 1931 in Wien im Praterstadion und 1937 in Antwerpen im Olympiastadion statt. Die für 1943 in Helsinki geplante vierte Arbeiterolympiade musste wegen des Zweiten Weltkriegs abgesagt werden.
Neben den Sommerspielen gab es jeweils auch Winterspiele. Im Jahr 1925 fanden sie in Schreiberhau im Riesengebirge statt. Die Winterspiele 1931 wurden in Mürzzuschlag und in Semmering in Österreich ausgetragen, die Winterspiele 1937 im tschechischen Janské Lázně.

## Zielsetzung
Bereits 1913 hatten sich Arbeitersportverbände auf internationaler Ebene unter dem Namen Association socialiste internationale d’Éducation physique zusammengeschlossen. Dieser Verband, der infolge des Ausbruchs des Ersten Weltkriegs kaum Aktivitäten entfalten konnte, wurde 1920 in Luzern wiedergegründet. Den von Pierre de Coubertin neu belebten olympischen Spielen warfen die Funktionäre und Theoretiker des Arbeitersports vor, vorwiegend dem Wettkampf der Nationen zu dienen und so „Krieg mit sportlichen Mitteln“ zu führen. Dagegen sollten die Arbeiterolympiaden die geistig-körperliche Erneuerung der Arbeiterschaft demonstrieren. Die Arbeiterolympiaden wurden ihrerseits von den kommunistischen Spartakiaden konkurrenziert.

## Ablauf der Spiele

### Frankfurt 1925

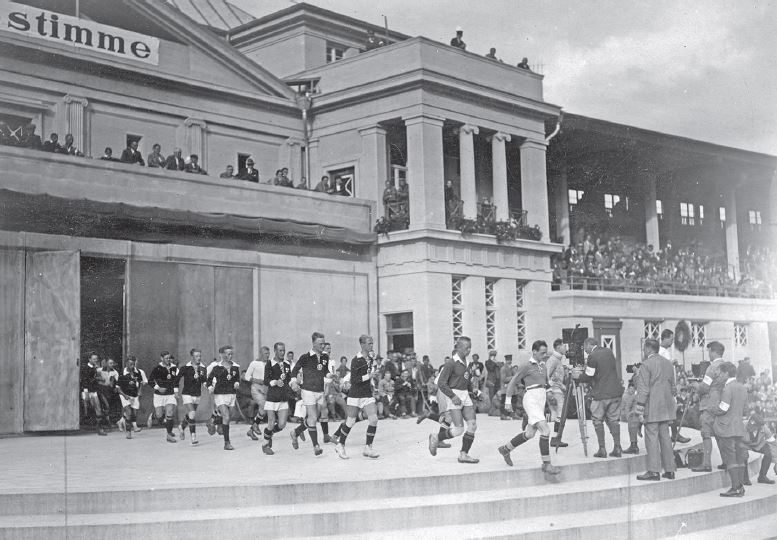
Fußballspiel Deutschland gegen Finnland bei der Arbeiterolympiade 1925: Einlauf der Mannschaften vor der Haupttribüne des Frankfurter Waldstadions

An der Frankfurter Arbeiterolympiade vom 24. bis 28. Juli 1925 nahmen 3000 Sportler aus elf Ländern (Deutschland, Österreich, Schweiz, Tschechoslowakei, Polen, Palästina, Lettland, Finnland, England, Frankreich und Belgien) teil, die ohne Fahnen oder andere nationale Abzeichen unter den Klängen der Internationale in das neue Waldstadion einmarschierten. Hinzu kamen Vertretungen der Arbeitersport-Organisationen aus dem Sudetenland und der Freien Stadt Danzig. Neben dem Arbeiter-Turn- und -Sportbund hatte der Rad- und Kraftfahrerbund Solidarität, mit über 300.000 Mitgliedern die größte Radfahrer-Organisation weltweit, wesentlichen Anteil an der Organisation der Veranstaltung. Neben den Wettkämpfen in Leichtathletik, Radfahren, Fußball, Wassersport oder Turnen gehörte zu der Arbeiterolympiade ein „Tag der Massen“, bei dem sich Vertreter der verschiedenen Gruppen des Arbeitersports präsentierten. Dabei versammelten sich 10 Tausend Turner, um gemeinschaftlich zu turnen und damit eine Botschaft zu transportieren: Einheit statt Einzelkampf, Zusammenhalt statt Bekriegen. Neben diesen Massenfreiübungen gab es noch den heute kurios anmutenden Wettkampf Langsames Radfahren. Dabei galt es, eine schmale 100-Meter-Bahn mit einem Fahrrad zu befahren. Gewonnen hatte, wer am längsten brauchte. Die Siegerzeit betrug 14 Minuten und 22 Sekunden.
Insgesamt waren wohl 100.000 Arbeitersportlerinnen und - sportler beteiligt. Frauen traten in elf Leichtathletik-Disziplinen an, so im Hochsprung, Weitsprung und Kugelstoßen. Die deutsche Frauenstaffel erreichte über 4 × 100 Meter einen Frauenweltrekord in 51,3 Sekunden. Von den acht ersten Plätzen in der Leichtathletik, die Deutschland während der Arbeiterolympiade erreichte, gingen sechs an deutsche Frauen. Insgesamt 450.000 Zuschauer wohnten dieser Veranstaltung bei. Es gab ein umfangreiches Kulturprogramm, dessen Höhepunkt das Weihespiel Kampf um die Erde von Alfred Auerbach darstellte. Wilhelm Prager hat die Olympiade in dem Dokumentarfilm Die heimliche Großmacht festgehalten.
Die Gesamtleitung der Olympiade hatte Generalsekretär Fritz Wildung, die sportliche Leitung Karl Bühren.

#### Rezeption
„In Frankfurt am Main beginnt heute die erste große Arbeiterolympiade, ein Ereignis, das sich nicht nur durch das Massenaufgebot der beteiligten Menschen, sondern auch als Wahrzeichen der Kulturgeschichte der Menschheit einen bedeutenden Raum erobern wird. Freilich, viel Mißvergnügen herrscht bei den ‚Stützen der Gesellschaft‘. Wie, es gibt Feste der Festlosen, es ist möglich, daß in dem Lande der fruchtbarsten Arbeitslosigkeit und der düstersten Lebensaussichten einige hundert Arbeiter und Angestellte, die entweder schon aufs Pflaster geworfen sind oder doch die schönsten Aussichten haben, es noch zu werden, dennoch Lust und Begeisterung aufbringen, zu einem Sportvergnügen um teures Geld ins Ausland zu reisen? Ist's nicht der pure Leichtsinn? Nicht Uebermut der unteren Klassen, die eben die unteren Klassen zu sein und zu bleiben haben?“

### Wien 1931

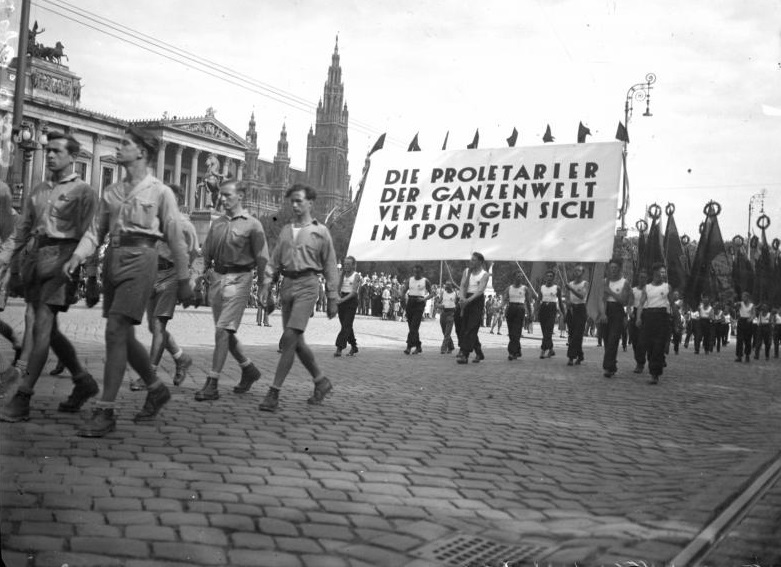
„Die Proletarier der ganzen Welt vereinigen sich im Sport!“;
Umzug zur Eröffnung der Spiele 1931 in Wien mit Banner auf der Ringstraße vor dem Parlament

An den Wiener Spielen von 1931, die stark von klassenkämpferischer Allegorik und Masseninszenierungen geprägt war, nahmen 25.000 Sportler teil. Sie fanden im neu gebauten Praterstadion und dem Stadionbad statt. Vom 19. bis 26. Juli gab es Wettkämpfe in 117 Disziplinen.
Begonnen wurden die Spiele mit einem „Fest der Kinder“, an dem sich rund 30.000 Kinder und Jugendliche beteiligten. Bei der Eröffnungszeremonie im Praterstadion marschierten die teilweise über tausend Personen zählenden Landesdelegationen einzeln ein. Auch das bereits seit mehreren Jahren faschistisch beherrschte Italien wurde aufgerufen, obwohl es keine Delegation entsandt hatte. Daraufhin wurden im Gedenken an die unterdrückte italienische Arbeiterbewegung alle Fahnen gesenkt.
Nebst den sportlichen Wettkämpfen gab es auch kulturelle Veranstaltungen. Deren Höhepunkt stellte ein Massenfestspiel mit 3000 Athleten dar, das die Entwicklung der Arbeiterbewegung und den Zusammenbruch des Kapitalismus erzählte. Am Ende dieser Aufführung krachte ein in der Mitte des Stadions aufgestellter Kapitalistenkopf in sich zusammen. Das Spiel wurde mit dem Absingen der Internationale beendet.
Den Schlusspunkt der Arbeiterolympiade bildete ein Lichtfest am Abend des 25. Juli, für das die Oper, das Parlament und das Rathaus an der Ringstrasse mit Tausenden von Glühbirnen beleuchtet wurden. Der Aufmarsch von nicht weniger als 100.000 Festteilnehmern mit Fackeln unter dem Motto „Für Weltabrüstung und allgemeinen Frieden“ dauerte volle fünf Stunden.
Im Rundfunk gab es Live-Übertragungen sowie Kurzvorträge aus dem Studio.

„Wie ganz Wien wird auch die Ravag in dieser Woche im Zeichen der Arbeiterolympiade stehen. Es werden täglich, und zwar zur Zeit des Abendberichtes, auch Berichte über den Stand der Meisterschaften gesendet. Donnerstag wird über den Aufmarsch der Nationen im Radio berichtet. Vorher, um 15.45 Uhr, wird die Eröffnung der internationalen sozialistischen Frauenkonferenz übertragen. Das Schwimmen ‚Quer durch Wien‘ wird Freitag in einer Radioreportage zu hören sein, und auch vom Festzug am Sonntag wird ein Hörbericht gesendet.“

Wie schon von der ersten Arbeiterolympiade wurde auch von den Wiener Spielen ein Film produziert, den die Mitgliedsverbände der Sozialistischen Arbeitersport-Internationale zu Propagandazwecken benutzen konnten. Friedrich Adler, Generalsekretär der Sozialistischen Internationale, bezeichnete die Spiele als „internationale Heerschau, die mächtiger ist als alles, was bisher der Arbeiterklasse gelungen“.

### Antwerpen 1937
Die Spiele 1937 waren nicht zuletzt wegen der Zerschlagung der deutschen und österreichischen Arbeiterbewegung nur halb so groß wie die vorangegangenen Veranstaltungen. Im Zeichen der Volksfront–Strategie nahmen erstmals auch Athleten aus der Sowjetunion teil. Auch deutsche und italienische Emigrantenmannschaften waren dabei. Die größten Sympathien genoss die spanische Delegation, deren Mitglieder als aktive Kämpfer gegen den Faschismus in Belgien begeistert begrüßt wurden. Bei ihrer Ankunft wartete im Antwerpener Bahnhof eine große Menschenmenge, die in „¡no pasarán!“–Rufe ausbrach, als die Athleten hinter der rot–gelb–violetten Fahne der Spanischen Republik mit erhobenen Fäusten dem Zug entstiegen. Die Veranstaltung stand unter dem Motto „Gegen Krieg und Diktatur, für Arbeit, Freiheit und Demokratie“. Die sowjetischen Sportler zeigten in den meisten Disziplinen herausragende Resultate, stellten drei Weltrekorde und einen Europarekord auf und gewannen auch das Fußballturnier überlegen. Allerdings war man von Seiten der sozialdemokratischen Arbeitersportler skeptisch, ob die sowjetischen Athleten noch als Amateure betrachtet werden könnten und zeigte sich befremdet, als für das Fußballendspiel eigens noch zwei neue Spieler aus der Sowjetunion eingeflogen wurden.

## Sportarten
- Handball

### Programme und Resultate
- Haupt-Ausschuss (Hrsg.): Amtliches Programm-Heft der 1. Internationalen Arbeiter-Olympiade. Frankfurt am Main 1925, OCLC 914662560, 181220 (Online Friedrich-Ebert-Stiftung [PDF; 3,4 MB; abgerufen am 28. April 2020]).
- Haupt-Ausschuss (Hrsg.): 1. Internationale Arbeiter–Olympiade Frankfurt am Main 1925 / Die Wettkampf-Resultate. Zentralkommission für Sport und Körperpflege, Berlin 1925, OCLC 914663507, 181487 (Online Friedrich-Ebert-Stiftung [PDF; 3,2 MB; abgerufen am 28. April 2020]).
- Arbeiterbund für Sport und Körperkultur in Österreich (Hrsg.): Zeitprogramm / Wettkämpferverzeichnis. ASKÖ für SASI, Wien 1931, OCLC 914663574, 181489 (Online Friedrich-Ebert-Stiftung [PDF; 3,6 MB; abgerufen am 28. April 2020]).
- Arbeiterbund für Sport und Körperkultur in Österreich (Hrsg.): Technischer Bericht. Wien August 1931, OCLC 914663545, 181446 (Online Friedrich-Ebert-Stiftung [PDF; 3,5 MB; abgerufen am 28. April 2020]).
- Tijd programma / Programme horaire. Antwerpen 1937, OCLC 914634713, 181223 (niederländisch, französisch, Online Friedrich-Ebert-Stiftung [PDF; 2,6 MB; abgerufen am 28. April 2020]).